# 中村輝夫 (軍人)
中村 輝夫（なかむら てるお、1919年〈大正8年〉10月8日 - 1979年〈民国68年〉6月15日）は、台湾原住民アミ族出身の元高砂義勇隊員。
中村輝夫には日本名、民族名、漢名の3つの名前があり、民族名は Suniuo（カタカナでは「スニヨン」と書かれ、彼の民族名を冠した書籍も発刊されている。繁体字中国語: 史尼育唔）、漢名は李光輝といった。
本項では他の日本統治時代生まれの台湾原住民の人物についても日本名を使用するが、初出の場合のみ（）内に民族名と漢名を併記する。なお、戦後生まれの台湾原住民の人物については漢名を使用する。

## 生い立ち
中村輝夫（以下、「中村」と記す）は1919年（大正8年）10月8日、台東庁成広澳支庁都歴庄（現：台東県成功鎮都歴部落）の農家に6人兄弟の末っ子として生まれる。
中村は公学校4年生まで成績はオール5であり、野球や相撲が好きな少年であった。同級生の話によると、中村はアミ族には珍しく口下手で短気な性格であった。
1942年（昭和17年）4月、台湾で陸軍特別志願兵制度が開始されると、中村は自分の親指を切って出た血で願書を書いて志願した。翌1943年（昭和18年）10月15日に村を挙げての見送りの中、同郷の宮田武男（民族名: タケオ、漢名: 高 昌敏）と共に出征し、新竹にある台湾歩兵第1連隊に入営した。
なお、中村はこの時新婚であり、妻の正子（民族名: サンピ、漢名: 李 蘭英）と1歳になったばかりの長男弘（民族名: ヒロシ、漢名: 李 弘）を残しての出征であった。

## モロタイ島へ
中村は新竹で基礎訓練を終えた後、1944年（昭和19年）5月28日に高雄を出発し、7月5日にモルッカ諸島のハルマヘラ島に到着した。中村はここで輝第2遊撃隊（かがやきだいにゆうげきたい）に編入され、7月12日に部隊と共にモロタイ島に渡った。
モロタイ島に到着した輝第2遊撃隊は、連合国軍の上陸に備え、徴用したモロタイ島民と共に山奥に物資を移転する作業にあたった。当時のモロタイ島では日本軍の宣撫工作が成功していたため、モロタイ島民と日本軍の関係は良好であり、さらに高砂義勇隊員たちが使用する台湾諸語とモロタイ島民の使用するインドネシア語は同じオーストロネシア語族系の言語であったため、数詞や語彙に共通点が多く、お互いに意思疎通が可能であった。そのため、高砂義勇隊員たちはモロタイ島民と積極的に交流し、中村にもアニファという恋人がいて、指輪を贈っている。
しかし、この頃のモロタイ島では後方からの物資補給が途絶えがちとなり、高砂義勇隊員たちはジャングルでバナナやパパイアを採集して部隊に届けた。その量は1回で1人100 kgにもなることがあった。

## 連合国軍上陸

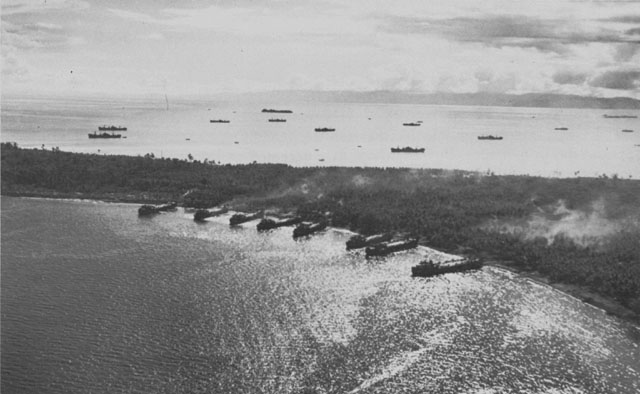
モロタイ島に上陸する米軍

1944年（昭和19年）9月15日、アメリカ海軍とオーストラリア海軍による艦砲射撃が行われたのち、午前5時半にアメリカ陸軍がモロタイ島に上陸を開始した。
上陸後の中村が部隊とはぐれた経緯は諸説あり、特に台湾では中村は逃亡兵であったという説もある。

### 内田信二の証言
以下は中村が台湾に帰った直後に、中村本人が甥の内田信二（民族名: ハラタ、漢名: 陳 德祥）に語った話である。
中村は上陸時山中の陣地にいたが、同じ部隊の数人とともに海岸にある米軍の橋頭堡へ偵察に向かった。しかし偵察中にアメリカ兵に発見され、中村は「バカヤロー」と叫び、アメリカ兵に向かって三八式歩兵銃を撃って追手から逃れたが、中村1人を残して偵察隊は全滅した。そして、アメリカ陸軍将兵の追手から逃げるうちに道に迷って部隊とはぐれてしまい、ジャングルで潜伏生活を始めたのだと中村は内田に語っている。

### 湯野正雄の証言
1974年当時、在インドネシア防衛駐在官であった湯野正雄は中村から話を聞いた後、逃亡兵にはあたらないと厚生省や関係各省庁に報告している。なお中村は湯野に、最初の数年間は内地人4人、プユマ族4人の戦友とともに潜伏していたと証言している。

### 逃亡兵説
中村と同じ輝第2遊撃隊の伍長で、プユマ族出身の岡田耕治（民族名: ハパクリン・クラサイ、漢名: 陳 德儀）は、自著の中で中村は逃亡兵であると証言している。岡田によると、中村は米軍上陸2日前の9月13日に内地人の兵隊と喧嘩して相手に軽い怪我を負わせた後、翌9月14日未明に台東出身の小山弘義一等兵とともに逃亡したとなっている。

## ジャングルでの潜伏生活
終戦後、1946年5月23日までにモロタイ島から660人の日本兵が復員し、さらに1956年3月にも内地人3人、台湾出身者6人から成る日本兵のグループが発見されたが、中村は依然としてジャングルで潜伏を続けた。
中村は山の間の平地に小屋を作り、発見当時衣服は着用していなかったが、毎朝起床し洗面した後、宮城遥拝と体操をかかさずに続け、三八式歩兵銃の手入れも怠らないなど、ジャングル内でも規則正しい生活を続けていた。
暦は月の満ち欠けから計算し、火は三八式実包の中から火薬を取り出したり、虫眼鏡を使用しておこした。食糧は自作の網や籠で仕掛けを作って川で魚を採ったり、狩猟罠でイノシシを捕まえた他、小さな畑を作って芋類も栽培していた。この他に中村にはドヤダイドというモロタイ島民の協力者がいて、ドヤダイドは年に数回中村と接触し、砂糖や塩、海の魚などを中村に分けていた。
ドヤダイドは中村と歳が近かったために上陸直後から中村とは親しくしており、接触する度に戦争が終わったことを告げて説得していた。しかし、中村はドヤダイドの説得に応じず、自分の居場所を秘密にするように告げていた。

## 発見
1968年、病気になり危篤となったドヤダイドは息子に中村との交流を打ち明けた。息子はドヤダイドの死後もその秘密を守っていたが、ある時友人に中村のことを話してしまったため、島のどこかにまだ日本兵がいるという噂がモロタイ島中に広がるようになった。
この噂はモロタイ島に駐屯するインドネシア空軍の耳にも入っており、1974年11月11日から12月12日まで、元輝第2遊撃隊長の川島威伸が遺骨収集団を率いてモロタイ島を訪れた際に、川島は空軍幹部からこの噂のことを聞いている。そのため川島は、現地のインドネシア空軍に日本兵の捜索を強く要請し、これを受けてインドネシア空軍が捜索隊を派遣することを決定した。
こうして、スパルディ空軍中尉を隊長に総勢11人（内軍人9名、民間人2名）の捜索隊が基地を出発し、12月17日夜に4人の偵察隊が目撃情報のあった島の奥地で日本兵らしき人物を発見し、スパルディに報告した。スパルディは日本兵との接触は明るくなってからに決め、日章旗と白旗とインドネシア国旗をもつ3人の隊員を決めた。
翌12月18日朝6時、一行は野営地を出発し、7時45分に竹を切っている中村を発見した。中村は鳥やイノシシの鳴き真似をしつつ、周囲を警戒していたが、スパルディは中村との接触を図るべく、8時過ぎに事前に練習していた君が代を11人で合唱した。中村はこれに驚いて、左手で局部を隠しつつも直立不動の姿勢をとった。君が代を歌った後、11人は続いて愛国行進曲を歌ったが、中村は歌い手が日本人ではないことに気付き、「バカヤロー」と叫んで三八式歩兵銃を構え、スパルディに飛びかかった。捜索隊員たちは2人がかりで中村をスパルディから引き離し、落ち着かせた。
落ち着きを取り戻した中村は、モロタイ島にまだ連合国軍がいるのかどうかをスパルディに何度も尋ねた。これに対しスパルディはスハルト大統領の写真や、遺骨収集団の写真を見せて、インドネシアがオランダから独立したことや日本とインドネシアが友好国であることをアピールした。中村はそれでもまだ半信半疑な様子であったが、スパルディとともに山を下りることを決め、支給されたインドネシア空軍の制服を着て、午前9時半に下山を開始し、翌12月19日に空軍基地に到着した。
ジャカルタの在インドネシア日本国大使館に日本兵発見の第一報が入ったのは12月25日で、12月28日には防衛駐在官の湯野正雄一等陸佐（当時）が、空軍機でモロタイ島へ向かい、中村と面会した。中村は健康そのもので、氏名・所属部隊・本籍地などを尋ねた湯野の質問にも、はっきりとした日本語で答えた。この時、中村が台湾出身であることが判明したため、湯野は戦後30年の国際情勢の変化を説明し、日本と台湾が別の国となったことを説明した。中村は、湯野の話を特に取り乱す様子もなく、落ち着いて聴いていたが、湯野に対して「日本は負けてはおりません。自分は日本に帰りたい」と冷静に答えた。

## ジャカルタでの中村
翌12月29日、中村は空軍のC-130輸送機でジャカルタに移送され、市内の病院に検査入院した。この日の夕方には記者会見が行われ、福建語を話すインドネシア人が通訳として同席した。中村は福建語も理解できたが、「日本語でしゃべる方が楽だ」と言い、後の質問は全て日本語で答えた。中村はこの病院で30年ぶりに風邪を引いたものの、健康状態は良好で、病院で出された日の丸弁当もおいしそうに食べた。
この間、中村の扱いをめぐって日台間で水面下のやり取りが行われたが、故郷に帰りたいという中村の希望から、中村は中華民国政府発行の帰国証明書を受け取り、1975年（民国64年）1月8日午前8時20分、中華航空機でハリム・ペルダナクスマ国際空港を離れた。

## 帰郷
1月8日午後4時50分、中村の乗った中華航空機は台北松山空港に到着した。空港には大勢の報道陣が詰めかけていたが、中村は北京語がわからなかったために台湾マスコミの質問には答えられず、日本の記者に「中村さん」と呼びかけられるたびに、その声のする方へ視線を送った。
そして、中村は空港で妻の正子や長男の弘と31年ぶりに再会を果たし、台北市内のホテルに案内された。中村一家はオーナーの好意で、この日は用意されたスイートルームに宿泊した後、翌朝飛行機で台東空港に飛び、そこからマイクロバスに乗り換えて戦前に住んでいた泰源村を目指した。泰源村では住民たちによって中村の歓迎会の準備が行われ、会場となった泰源国民小学では「李光輝先生歸鄉聯歡舞會」の垂れ幕が掲げられ、大勢の村人と報道陣が中村の到着を待っていた。
泰源村に帰るまでの間、中村は家族との再会を大変喜んでおり、久々の団欒に寛いだ様子であったのだが、バスの車内で正子が16歳年上の別の男性と再婚していたことを涙ながらに告白すると状況が一変した。激怒した中村は歓迎会会場の手前でバスを停車させて正子と弘だけを下ろし、自身は故郷の都歴村にある内田の家を目指した。中村はその日、内田の家に入って家人と二言三言会話すると、蒲団をかぶってそのまま出てこなかった。
一方、このことを知った新しい夫は「中村さんが帰ってきたのはうれしい。私はいつでも出ていくつもりだ」と正子に語り、離婚に同意した。そのため中村は再び正子、弘と弘の子供たちと暮らすようになり、東河郷に転居した。

## その後
帰郷後、中村は日本政府や台湾省政府などから合わせて100万新台湾ドル（当時のレートで800万円）あまりの見舞金を受け取り、アミ族一の大金持ちとなった。しかし、このことが原因で中村一家は他のアミ族からうとまれるようになってゆき、中村自身も暴飲暴食を繰り返し、煙草を吸い、檳榔の実をかじり続けるなどすさんだ生活を送るようになった。
この頃、中村は興行師の誘いで花蓮市にある阿美文化村で日本人観光客向けのショーに出演していた。しかし、不健康な生活がたたって結核や肝機能障碍にかかり、1979年（民国68年）1月に台北の台湾大学病院で診察を受けた際には末期の肺癌と診断された。中村は入院中、見舞いに来た人に「日本に息子と一緒に行きたい。今手続き中だ。しかしこの病気では行けるかどうかわからない」と語っていたが、日本に行くことはないままこの年の6月15日に死去した。
中村の墓所は台東県東河郷の太平洋を見下ろす小高い丘の中腹にあり、墓石には「顯考李公光輝之墓」と刻まれている。
また、中村の発見をきっかけとして、日本人日本兵と台湾人日本兵との弔慰金の格差が表面化し、台湾青年社の王育徳らが1975年に「台湾人元日本兵の補償問題を考える会」を結成してデモを行うなど、差別解消を求める運動が活発化した。

## 脚註